# Championnat d'Allemagne de football 1943-1944
Navigation
Meisterschaft
(Gauligen)
1942-1943 Gauligen
1944-1945
La saison 1943-1944 du Championnat d'Allemagne de football était la 37e édition de la première division allemande.

Trente et un clubs -un record- participent à la compétition nationale, il s'agit des 31 vainqueurs des Gauligen, les championnats régionaux mis en place par le régime nazi.
Le championnat national se joue sous forme de coupe, avec match simple à élimination directe. Un club (le Borussia Fulda après tirage au sort) est exempt de premier tour et rentre directement en 1/8 de finale.
C'est le Dresdner SC, champion d'Allemagne en titre, qui remporte de nouveau le championnat en battant en finale, le LSV Hambourg. C'est le 2e titre de champion d'Allemagne de l'histoire du club. À cause de la fin de la Seconde Guerre mondiale, le championnat est stoppé à la fin de la saison et ne reprendra qu'en 1947.

## Les 31 clubs participants
| - Ostpreußen : VfB Königsberg - Poméranie : HSV Gross-Born - Brandebourg : Hertha Berlin - Niederschliesen : STC Hirschberg - Oberschliesen : FV Germania Königshütte - Sachsen : Dresdner SC - Centre : SV Dessau 05 - Westphalie : Schalke 04 - Niederrhein : KSG Duisbourg - Hesse-Nassau : Kickers Offenbach - Bade : VfR Mannheim - Elsaß : FC Mülhausen 1893 - Wurttemberg : SV Göppingen - Ostmark : First Vienna FC - Sudetenland : NSTG Brux - Danzig-Westpreußen : LSV Dantzig | - Generalgouvern. : LSV Molders Krakau - Kurhessen : Borussia Fulda - Wartheland : SDW Posen - Moselland : TuS Neuendorf - Westmark : KSG Saarbrücken - Schleswig-Holstein : Holstein Kiel - Nordbayern : FC Nuremberg - Sudbayern : Bayern Munich - Hambourg : LSV Hambourg - Sudhannover-Br. : Eintracht Braunschweig - Weser-Ems : SV Wilhelmshaven - Koln-Aachen : VfL 99/Sulz 07 Cologne - Mecklenburg : LSV Rerik - Osthannover : WSV Celle - Bohmen-Mahren : MSV Brunn |

## Compétition

### Premier tour
Le Borussia Fulda est exempt et entre directement en huitièmes de finale.
- Tous les matchs ont eu lieu le 16 avril 1944 (Match d'appui le 23 avril 1944).

| Équipe 1              | Résultat | Équipe 2                |
| --------------------- | -------- | ----------------------- |
| Dresdner SC T         | 9 - 2    | FV Germania Königshütte |
| FC Mülhausen 1893     | 4 - 2    | Kickers Offenbach       |
| FC Nuremberg          | 8 - 0    | NSTG Brux               |
| Schalke 04            | 5 - 0    | TuS Neuendorf           |
| Hertha Berlin a.p.    | 0 - 0    | LSV Dantzig             |
| HSV Gross Born        | 6 - 4    | LSV Rerik               |
| KSG Duisbourg         | 2 - 0    | VfK Koln 99/Sulz 07     |
| Holstein Kiel a.p.    | 3 - 2    | SV Dessau 05            |
| LSV Hambourg          | 4 - 0    | WSV Celle               |
| STC Hirschberg        | 7 - 0    | SDW Posen               |
| SV Goppingen          | 3 - 5    | KSG Saarbrücken         |
| VfB Königsberg        | 4 - 1    | LSV Molders Krakau      |
| VfR Mannheim a.p.     | 2 - 1    | Bayern Munich           |
| First Vienna FC       | 6 - 3    | MSV Brunn               |
| SV Wilhelmshaven a.p. | 2 - 1    | Eintracht Braunschweig  |

Match d'appui :
| Équipe 1      | Résultat | Équipe 2    |
| ------------- | -------- | ----------- |
| Hertha Berlin | 7 - 0    | LSV Dantzig |

### Huitièmes de finale
- Tous les matchs ont eu lieu le 7 mai 1944 (Match d'appui le 14 mai 1944).

| Équipe 1         | Résultat | Équipe 2          |
| ---------------- | -------- | ----------------- |
| Dresdner SC T    | 9 - 2    | Borussia Fulda    |
| FC Nuremberg     | 3 - 2    | VfR Mannheim      |
| Hertha Berlin    | 4 - 2    | Holstein Kiel     |
| KSG Duisbourg    | 2 - 1    | Schalke 04        |
| KSG Saarbrücken  | 5 - 3    | FC Mülhausen 1893 |
| VfB Königsberg   | 3 - 10   | HSV Gross Bron    |
| First Vienna FC  | 5 - 0    | TSC Hirschberg    |
| SV Wilhelmshaven | 1 - 1    | LSV Hambourg      |

Match d'appui :
| Équipe 1     | Résultat | Équipe 2         |
| ------------ | -------- | ---------------- |
| LSV Hambourg | 4 - 2    | SV Wilhelmshaven |

### Quarts de finale
- Tous les matchs ont eu lieu le 21 mai 1944.

| Équipe 1       | Résultat | Équipe 2        |
| -------------- | -------- | --------------- |
| Dresdner SC T  | 3 - 2    | First Vienna FC |
| FC Nuremberg   | 5 - 1    | KSG Saarbrücken |
| HSV Gross Born | 3 - 2    | Hertha Berlin   |
| LSV Hambourg   | 3 - 0    | KSG Duisbourg   |

### Demi-finale
- Tous les matchs ont eu lieu le 4 juin 1944.

| Équipe 1      | Résultat | Équipe 2       |
| ------------- | -------- | -------------- |
| Dresdner SC T | 3 - 1    | FC Nuremberg   |
| LSV Hambourg  | 3 - 2    | HSV Gross Born |

### Match pour la3eplace
| 17 juin 1944 | FC Nuremberg | - | HSV Gross Born |  |
|              |              |   | Forfait        |  |

### Finale
| 18 juin 1944 | Dresdner SC                    | 4 - 0 | LSV Hambourg | Olympiastadion, Berlin |                      |
|              | Schaffer , · Voigtmann · Schön |       |              | Spectateurs : 70 000   | Spectateurs : 70 000 |

## Bilan de la saison
| Tableau d'Honneur                   |              |
| Compétition                         | Vainqueur    |
| Championnat d'Allemagne de football | Dresdner SC  |
| Coupe d'Allemagne de football       | Non disputée |